# Spycker (Nord)
Spycker (ndl.: Spijker) ist eine französische Gemeinde mit 1.725 Einwohnern (Stand: 1. Januar 2022) im Département Nord in der Region Hauts-de-France. Sie gehört zum Arrondissement Dunkerque und zum Kanton Coudekerque-Branche. Die Einwohner werden Spyckerois(es) genannt.

## Geographie
Die Gemeinde Spycker liegt am Canal de Bourbourg, der zum Großschifffahrtsweg Dünkirchen-Schelde gehört und die Gemeinde im Norden begrenzt. Im Süden verläuft der Canal de la Haute Colme. Das Gemeindegebiet ist tischeben und liegt sieben Kilometer von der Ärmelkanalküste entfernt. Umgeben wird Spycker von den Nachbargemeinden Grande-Synthe im Norden, Armbouts-Cappel im Osten, Pitgam im Süden, Brouckerque im Süden und Westen sowie der Exklave Mardyck von Dünkirchen im Nordwesten.

## Bevölkerungsentwicklung
| Jahr                       | 1962 | 1968 | 1975 | 1982 | 1990 | 1999 | 2006 | 2013 | 2021 |
| Einwohner                  | 621  | 679  | 1643 | 1485 | 1402 | 1314 | 1508 | 1673 | 1752 |
| Quellen: Cassini und INSEE |      |      |      |      |      |      |      |      |      |

## Sehenswürdigkeiten

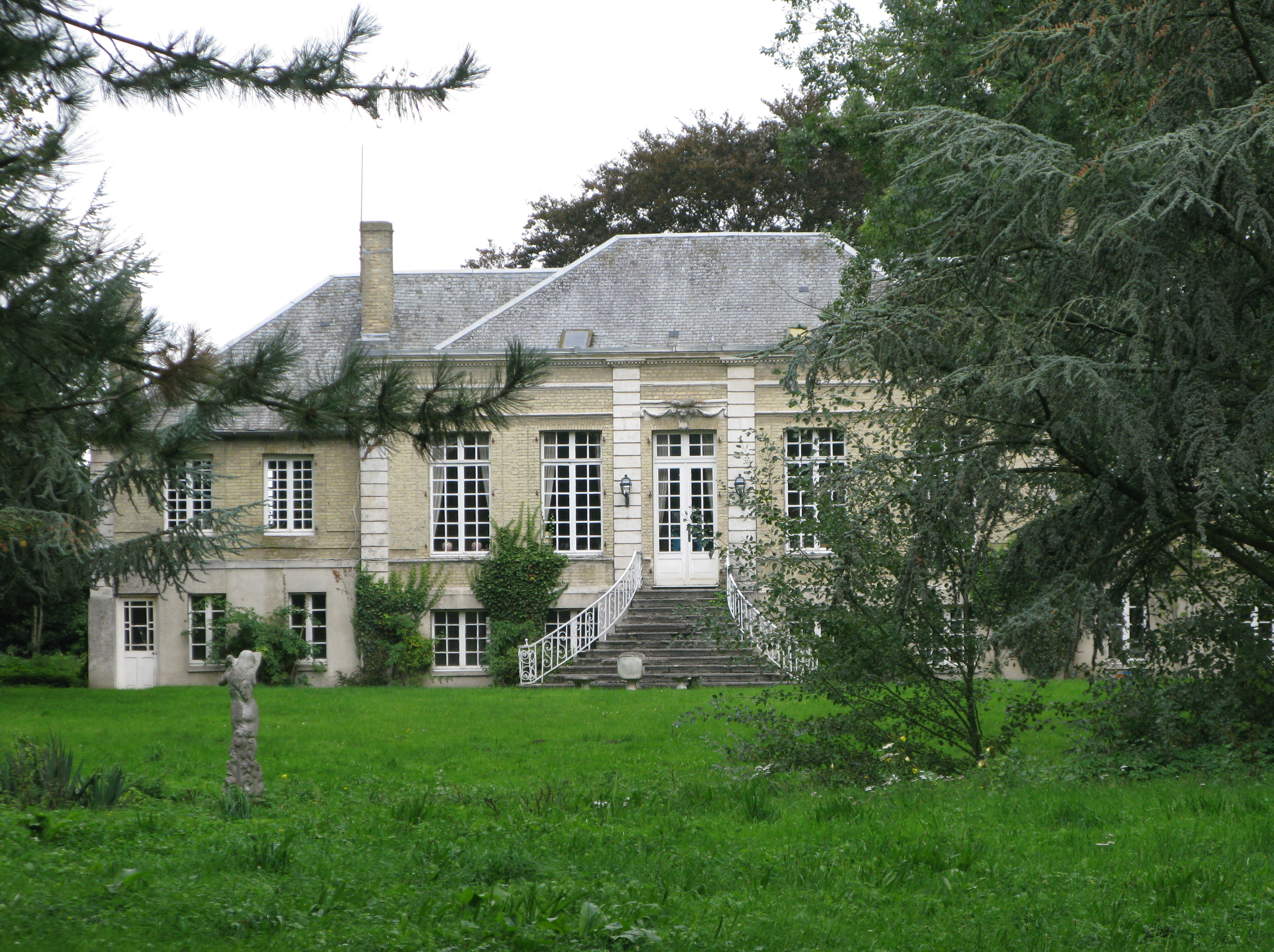
Schloss Afgand

- Kirche Saint-Léonard
- Schloss Afgand